# Jean-Charles Adam
Jean-Charles Adam est un homme politique français né le 26 octobre 1754 à Bouzonville (duché de Lorraine) et décédé à une date inconnue.
Vice-président du district de Sarreguemines, puis accusateur public au tribunal de cette ville, il est député de la Moselle de 1791 à 1792 et siège à gauche.

## Sources
- « Jean-Charles Adam », dans Adolphe Robert et Gaston Cougny, Dictionnaire des parlementaires français, Edgar Bourloton, 1889-1891 [détail de l’édition]